# دياني بروستر
دياني بروستر (بالإنجليزية: Diane Brewster)‏ هي ممثلة أمريكية، ولدت في 11 مارس 1931 في الولايات المتحدة، وتوفيت بنفس المكان في 12 نوفمبر 1991 بسبب مرض. بدأت مشوارها المهني سنة 1952.

## وصلات خارجية
- دياني بروستر على موقع IMDb (الإنجليزية)
- دياني بروستر على موقع ألو سيني (الفرنسية)
- دياني بروستر على موقع إن إن دي بي (الإنجليزية)
- دياني بروستر على موقع قاعدة بيانات الفيلم (الإنجليزية)